# Kalendarz księżycowo-słoneczny
Kalendarz księżycowo-słoneczny, kalendarz lunisolarny – kalendarz będący kombinacją kalendarza słonecznego i księżycowego. Pierwszym kalendarzem księżycowo-słonecznym był kalendarz egipski. Pierwotnie był to kalendarz księżycowy, został on jednak zmodyfikowany przez Ptolomeuszów. Powstanie kalendarza księżycowo-słonecznego było możliwe po odkryciu przez Metona w V wieku p.n.e., że cykl Księżyca powtarza się co 19 lat.